# Nine West

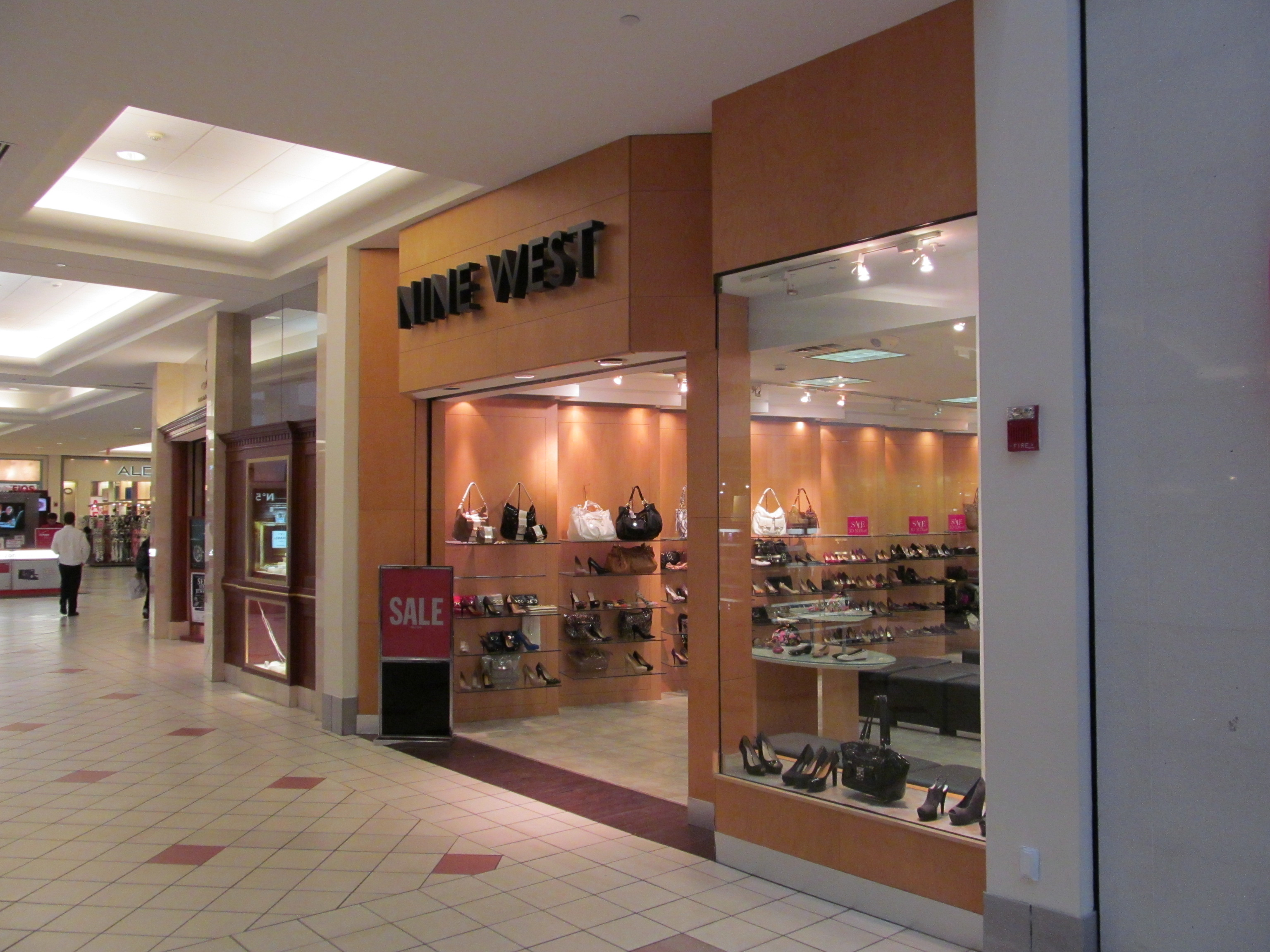
Nine West al South Shore Plaza a Braintree, nel Massachusetts

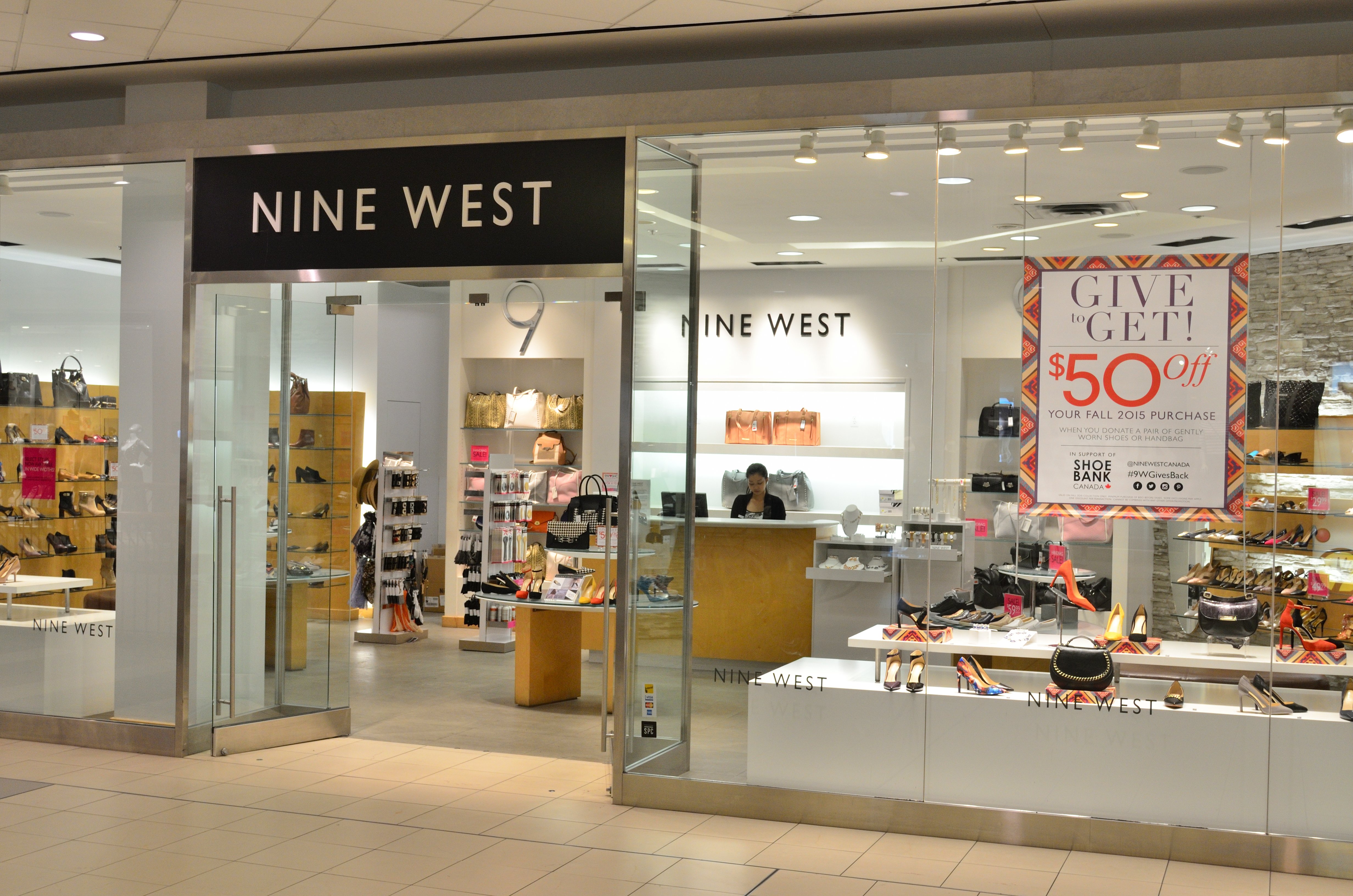
Nine West in CF Promenade

Nine West, noto anche come 9 West, è un rivenditore di moda online americano con sede a White Plains, New York. È stata fondata nel 1983 e ha chiuso l'attività di negozi di punti vendita nel 2018.

## Storia
Nine West è stata chiamata così per la sua posizione di fondazione nel Solow Building a 9 West 57th Street a New York City. Nel 1983, Nine West ha aperto il suo primo negozio al dettaglio specializzato a Stamford, nel Connecticut. Nel 1986, Nine West ha lanciato la sua prima campagna pubblicitaria nazionale. Nine West si è espansa per la prima volta a livello internazionale con l'apertura di una sede a Hong Kong nel 1994. Da allora è diventata un marchio presente in oltre 800 sedi in 57 paesi.
Nata inizialmente come marchio di calzature di moda, Nine West si è espansa in borse, occhiali da sole, calzetteria, capispalla, gioielli, cinture, orologi, accessori per il clima freddo, cappelli, sciarpe e scialli e occhiali. Dopo il lancio delle borse nel 1995, Nine West si è espansa con abiti, completi e calzature per bambini. Grazie ad accordi di licenza offre anche occhiali, occhiali da sole, calzetteria, capispalla, cinture, cappelli, accessori per il clima freddo, sciarpe e scialli. Nel marzo 1995, Nine West ha acquistato la divisione calzature della United States Shoe Corporation, che comprendeva il marchio Easy Spirit.
Nel 1999, Nine West è stata acquisita da Jones Apparel Group.
Nel 2006, Nine West ha iniziato a collaborare con Vivienne Westwood, Thakoon e Sophia Kokosalaki su "capsule collection" in edizione limitata. Nel 2009, Nine West e New Balance hanno collaborato per creare una collezione di calzature. Fred Allard è stato Direttore Creativo a partire dal 2006.
Il 7 luglio 2015, il distributore e rivenditore canadese di Nine West, lo Sherson Group, ha presentato istanza di protezione dal fallimento per le sedi canadesi.
Nell'aprile 2018, è stato annunciato che l'attività statunitense di Nine West aveva dichiarato bancarotta e aveva chiuso tutti i suoi negozi. È stato annunciato che l'attività di Nine West sarebbe stata chiusa definitivamente. È stato inoltre annunciato che il marchio Nine West sarebbe stato acquistato da Authentic Brands Group.

## Nella cultura popolare
Nel romanzo comico di Gwyn Cready Tumbling Through Time, Seph Pyle viene trasportato indietro nel tempo fino al 1705 dopo aver provato un paio di sandali al negozio di Nine West dell'aeroporto di Pittsburgh.